# Park Narodowy Garamba
Park Narodowy Garamba (fr. Parc national de Garamba) – park narodowy w Demokratycznej Republice Konga. Został założony w 1938 roku jako drugi park narodowy w Afryce. 
W parku żyła ostatnia populacja nosorożców białych podgatunku północnego (Ceratotherium simum cottoni), która zanikła w wyniku kłusownictwa – Międzynarodowa Unia Ochrony Przyrody uważa, że dziko żyjące nosorożce białe podgatunku północnego najprawdopodobniej wyginęły.   
W 1980 roku park został wpisany na listę światowego dziedzictwa UNESCO, a od 1996 roku znajduje się na liście światowego dziedzictwa w zagrożeniu.

## Położenie
Park znajduje się w północno-wschodniej części Demokratycznej Republiki Konga przy granicy z Sudanem Południowym , w Prowincji Wschodniej . Położony na wysokości od 700 do 1065 metrów obejmuje ochroną rozległe płaskowyże i mokradła w depresjach . Zajmuje powierzchnię 4 920 km² .

## Historia
Park Narodowy Garamba został utworzony w północno-wschodniej części Konga Belgijskiego dekretem królewskim 17 marca 1938 roku . Jest drugim – po Parku Narodowym Wirunga – najstarszym parkiem narodowym w Afryce.  
Zajmował powierzchnię 4000 km² . Głównym celem parku była ochrona dwóch zagrożonych gatunków: nosorożca białego (Ceratotherium simum cottoni)  i żyrafy kongijskiej (Giraffa camelopardalis ssp. Congoenis) . W parku utworzono stację udomowiania słoni dla pracy w rolnictwie . 
W 1980 roku park został wpisany na listę światowego dziedzictwa UNESCO , a od 1996 roku znajduje się na liście światowego dziedzictwa w zagrożeniu.

## Flora i fauna
Park charakteryzuje się wyjątkową bioróżnorodnością .
W jego południowej części występują sawanny . Wzdłuż rzek Dungu i Garamba rozciągają się rozległe lasy galeriowe . Północną część porastają m.in. lasy galeriowe, gęste suche zarośla, a gdzieniegdzie występują tereny podmokłe . Na obrzeżach parku znajdują się obszary łowieckie zdominowane przez krzewiaste sawanny oraz drzewiaste sawanny i lasy .
Na terenie parku występują m.in.: nosorożce afrykańskie, słonie afrykańskie, pantery, lwy, żyrafy, hipopotamy nilowe, bawoły afrykańskie, bawolce krowie, koby żółte i  guźce. Sawanny zamieszkują m.in. Antylopowiec koński i żyrafa kongijska (gatunek endemiczny) . W lasach galeriowych żyją m.in. szympansy, pawiany, dujkery, bongo leśne, dzikany i dzikacze leśne .
Na południu parku znajduje się stacja słoni Gangala-Na-Bodio, jedna z niewielu tego rodzaju na świecie, gdzie udomowione słonie wykorzystywane są w leśnictwie .
Przyroda jest zagrożona ze względu na kłusownictwo i trwające konflikty zbrojne w kraju i państwach sąsiednich . W latach 70. XX w. na terenie parku żyło 22 tys. słoni – obecnie wskutek zorganizowanego kłusownictwa celem pozyskania kości słoniowej – ich populacja spadła do mniej niż 1200 osobników . Na początku lat 2000. zanikła również ostatnia dzika populacja nosorożców białych podgatunku północnego (Ceratotherium simum cottoni)  – Międzynarodowa Unia Ochrony Przyrody uważa, że dziko żyjące nosorożce białe podgatunku północnego najprawdopodobniej wyginęły.   